# Lijst van musea in Limburg (Nederland)
Dit is een lijst van musea in de Nederlandse provincie Limburg.

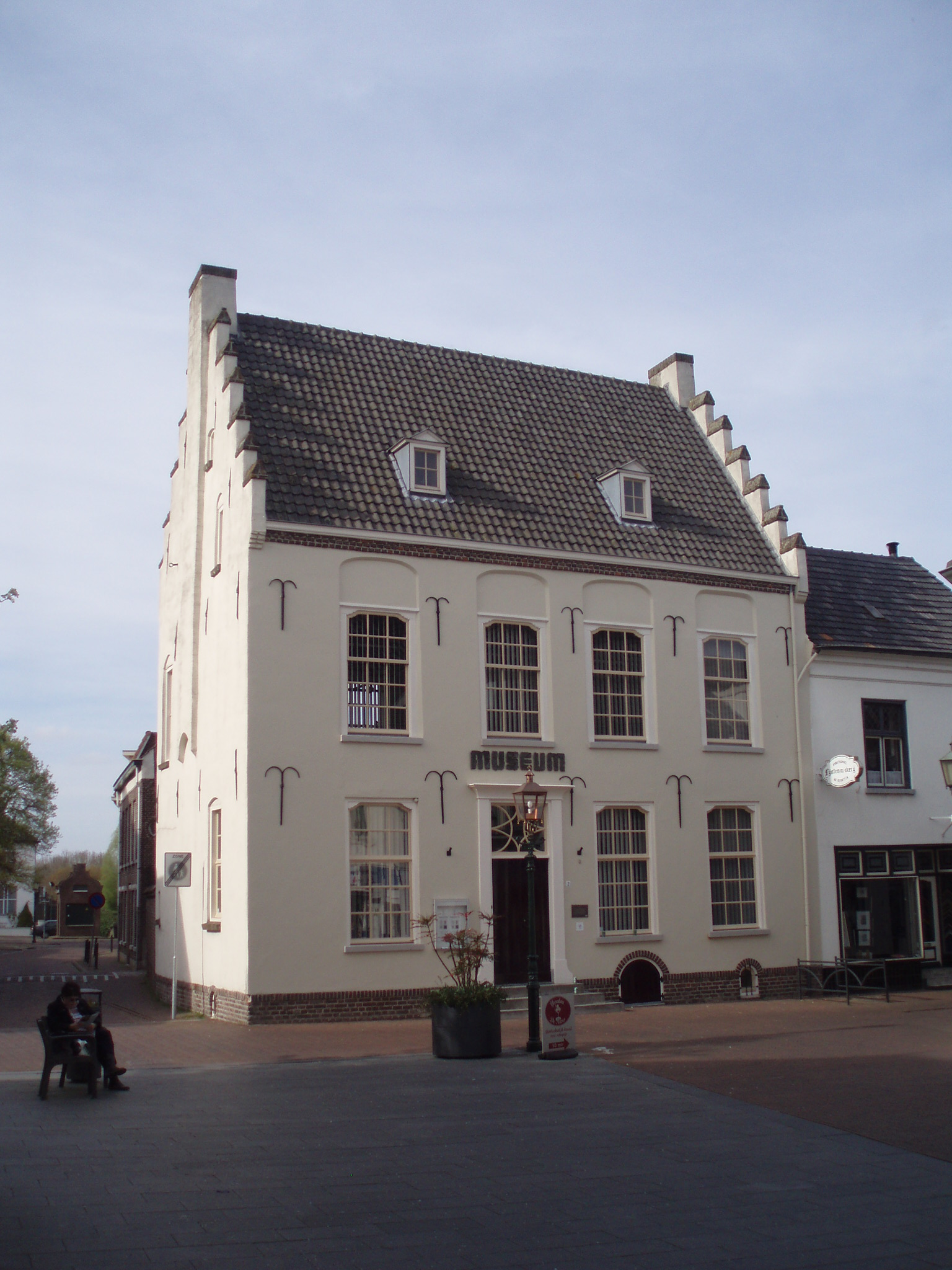
Gennep Museum Het Petershuis

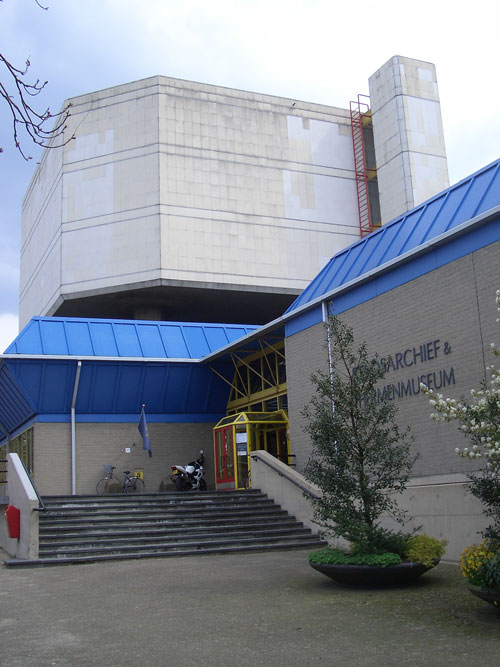
Heerlen Thermenmuseum

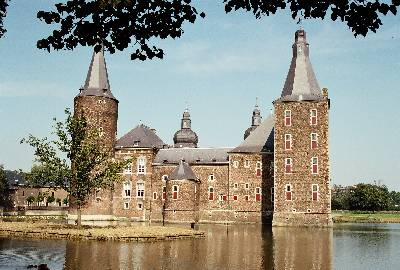
Museum Kasteel Hoensbroek

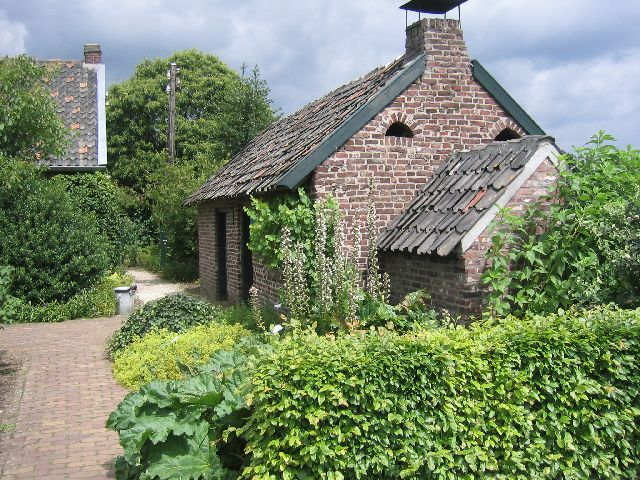
Horst-Melderslo bakkershuisje Museum De Locht

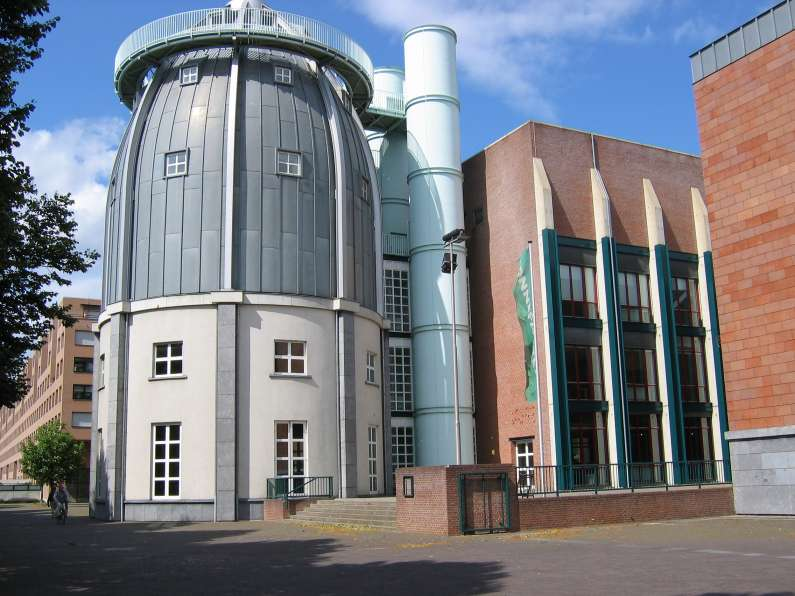
Maastricht Bonnefantenmuseum

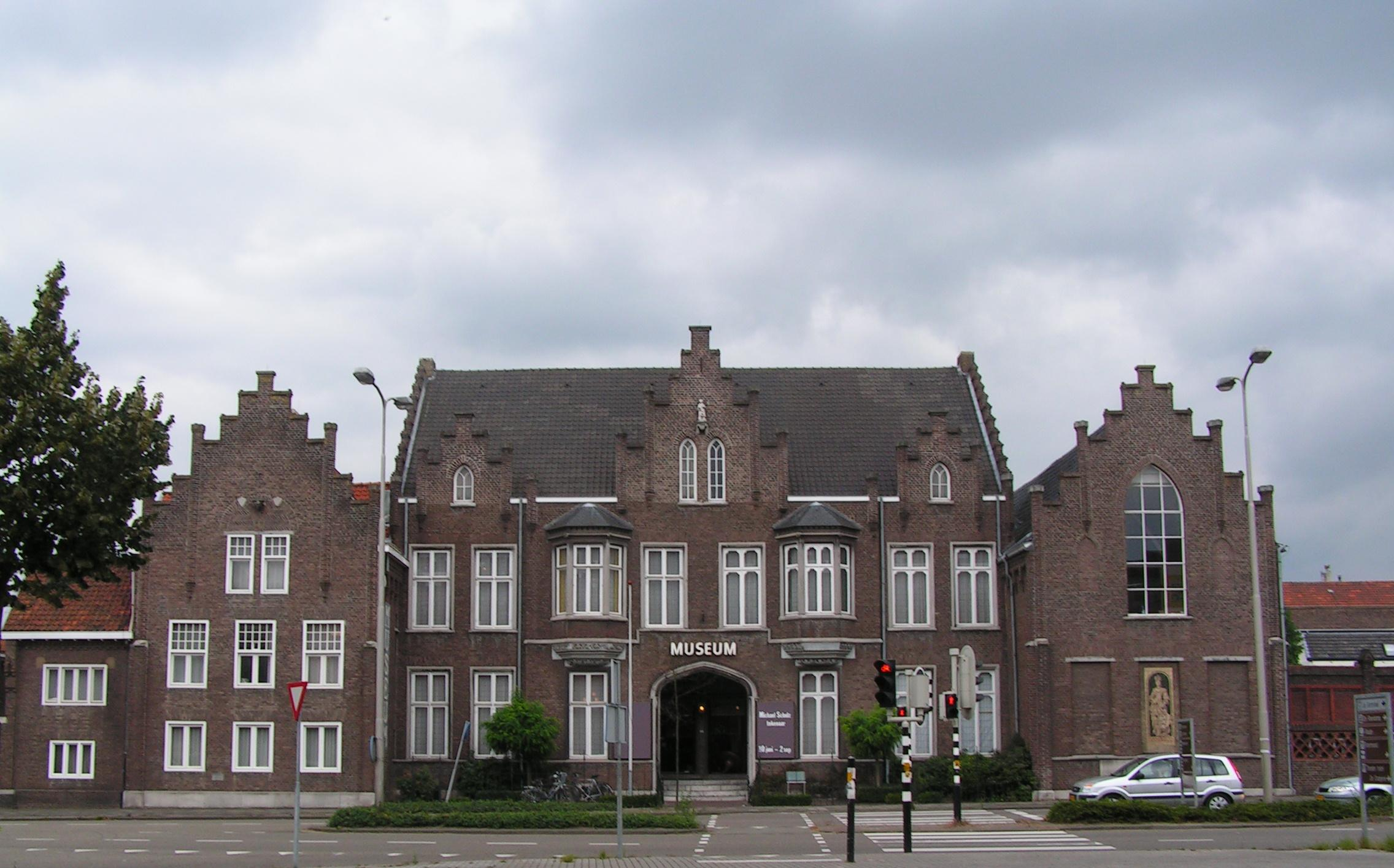
Cuypershuis

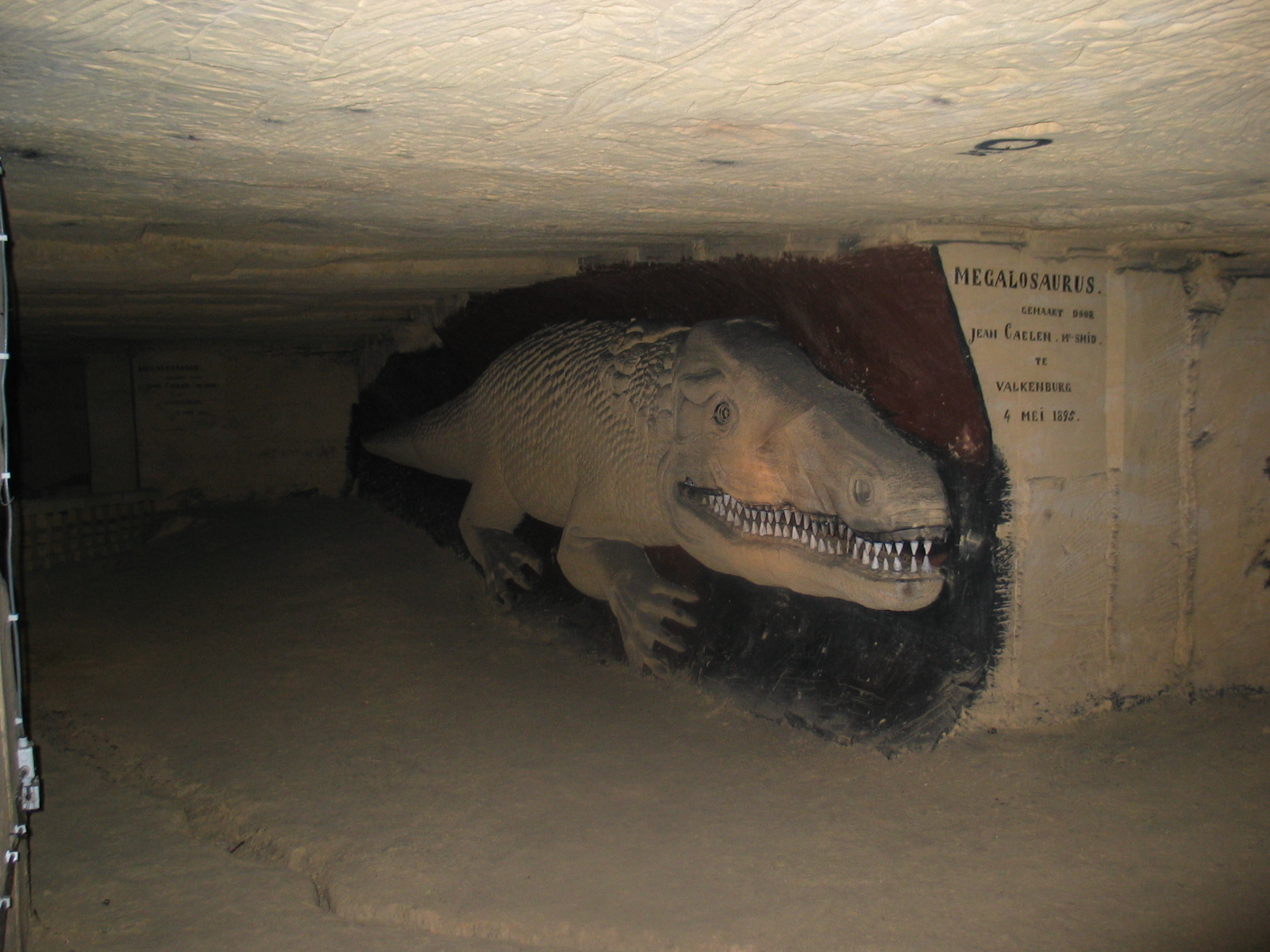
Valkenburg Gemeentegrot

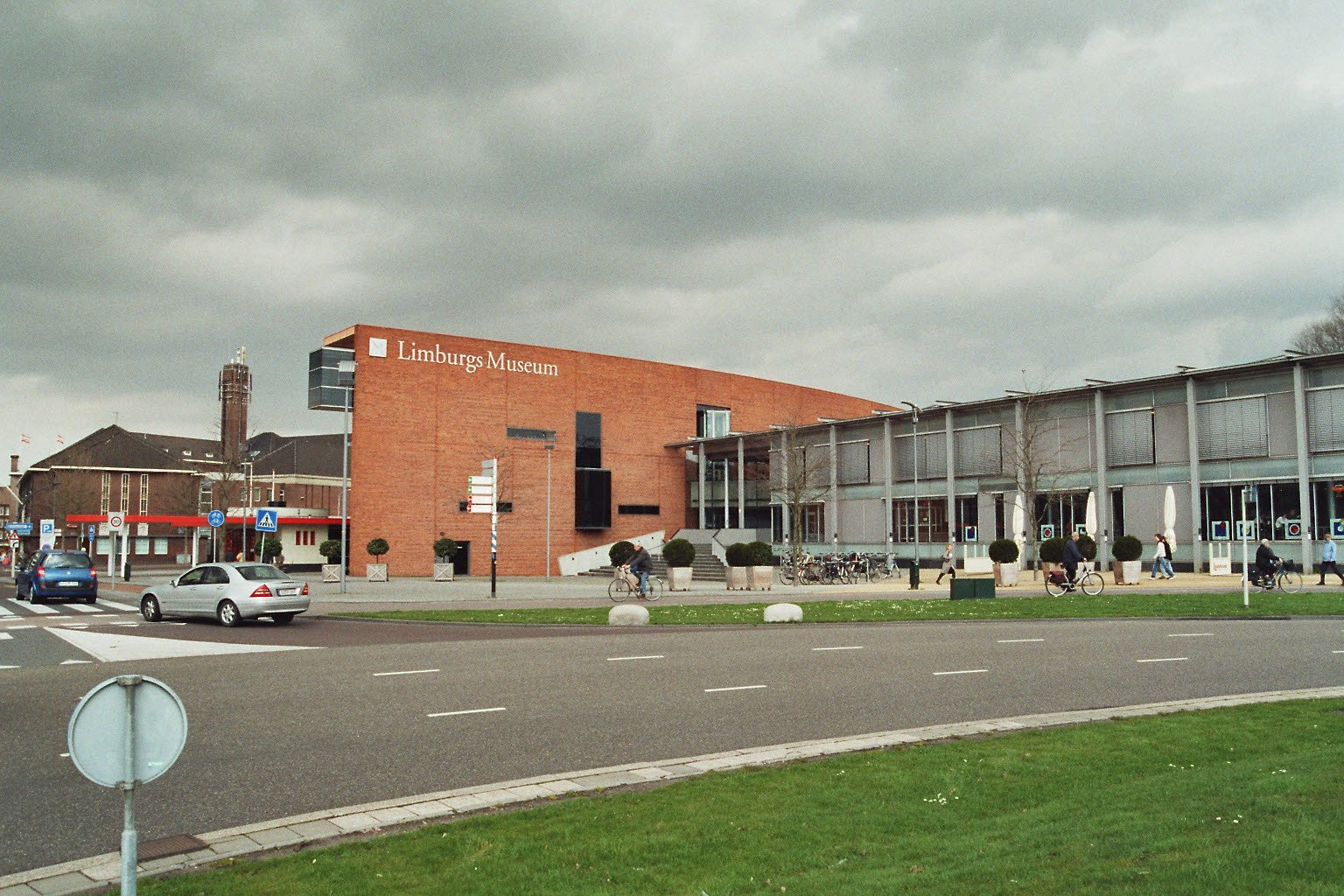
Venlo Limburgs Museum

## Musea

### Asselt
- Museum Asselt

### Beek
- Els Museum

### De Peel
- Luchtdoelartilleriemuseum

### Dieteren
- Merklappenmuseum

### Echt
- M/V Museum van de Vrouw

### Eijsden
- Internationaal Museum voor Familiegeschiedenis

### Elsloo
- Streekmuseum Schippersbeurs

### Gennep
- De Crypte
- Museum Het Petershuis

### Haelen
- Leudalmuseum

### Heerlen
- Thermenmuseum
- Nederlands Mijnmuseum
- Nederlands Mijnmuseum GEON
- Explorion
- Stadsgalerij Heerlen
- SCHUNCK*

### Helden
- De Moennik

### Hoensbroek
- Museum Kasteel Hoensbroek

### Horn
- Museum "Terug in de tijd"

### Horst
- Koperslagers museum

### Kerkrade
- Discovery Museum
- Cube design museum

### Kessel
- Kasteel Keverberg

### Maastricht
- Bonnefantenmuseum
- Centre Céramique
- Museum aan het Vrijthof
- Marres, Huis Voor Hedendaagse Kunst
- Drukkunstmuseum
- Museum Schuilen in Maastricht
- Museum "Sjoen Limburg" & "Afrika Anders"
- NAIM/Bureau Europa
- Natuurhistorisch Museum Maastricht
- Schatkamer Onze-Lieve-Vrouwebasiliek
- Schatkamer Sint-Servaasbasiliek
- Sint Pieters Museum
- Stoombierbrouwerij De Keyzer

### Melderslo
- Openluchtmuseum de Locht

### Nederweert-Eind
- Limburgs Openluchtmuseum Eynderhoof

### Roermond
- Cuypershuis
- ECI Cultuurfabriek
- Historiehuis

### Simpelveld
- Museum de Schat van Simpelveld

### Sint Odiliënberg
- Roerstreekmuseum

### Sittard
- De Domijnen

### Stein
- Archeologiemuseum Stein, Museum voor Grafcultuur

### Swartbroek
- Theepottenmuseum

### Thorn
- Museum Het Land van Thorn

### Vaals
- Museum Vaals

### Valkenburg
- Steenkolenmijn Valkenburg
- Gemeentegrot
- Museum Valkenburg
- Kasteelruïne & Fluweelengrot

### Venlo
- Abdij Ulingsheide
- Afrikacentrum
- Lei Alberigs Museumkapel
- Van Bommel van Dam
- Botanische tuinen Jochum-Hof
- Gemeentearchief Venlo
- Goltziusmuseum (opgeheven, in 2000 collectie ondergebracht bij het Limburgs Museum)
- Grafisch atelier De Franse Republiek
- Ithaka Science Center
- Jan Klaassens Museum
- Keramiekmuseum Tiendschuur
- Jean Laudy Museumkapel (gesloten, in 2019)
- Limburgs Museum
- Limburgs Schutterij Museum
- Missiemuseum Steyl
- Museum Kazernekwartier
- Océ-Museum
- Politiemuseum Venlo
- Santa Fe
- Speelautomatenmuseum
- Streekmuseum Hansenhof
- VVV-Museum
- Van Wasrol tot DVD

### Venray
- Venrays Museum
- Odapark

### Weert
- Gemeentemuseum Weert

### Wijlre
- Hedge House

### Ysselsteyn
- Museum De Peelstreek
- Ròwkoelehof
- Museum De Smid